# Ted Sieger
Ted Sieger (* 18. Mai 1958 in Coquimbo, Chile) ist ein Schweizer Musiker, Illustrator, Autor, Regisseur und Animationsfilmer. Er wuchs auf in Chile, Peru, Australien und in der Schweiz, später lebte er auch in Los Angeles, Amsterdam und Berlin.

## Leben
Jahrelang war Ted Sieger auf der Suche nach einer ihm ansprechenden Tätigkeit. Dabei arbeitet er als Dachdecker, Fährmann, Pferdepfleger, Nachtportier, Waldarbeiter, Strassenmusiker, Maschinist auf einem Frachtschiff nach Afrika, Kastanienverkäufer, Stallknecht und Eierzähler in einer Eierfabrik, bis er zu seiner Berufung als Künstler fand. Seither zeichnet, entwickelt und produziert er Animationsfilme und Kinderbücher mit viel Humor und Poesie. So zeichnete er von 1992 bis 2004 für das Schweizer Schülermagazin „Spick“ kurze Gagcomics um die tierische „Klasse Muheim“, zusammen mit der Autorin Liz Sutter. Seine Kurzfilmserien „Ted Sieger's Wildlife“ und mehrere über „Die kleine Monsterin“ werden mittlerweile in vielen Ländern als TV-Serien für das Vorschulalter gezeigt. Als Weihnachtsspecial  kam 2005 „Der vierte König“ und 2010 „Molly und das Weihnachtsmonster“ ins Fernsehen und die Kinos.
Ted Sieger ist seit 1998 Dozent an den Trickfilmschulen La Poudrière, Valence, Frankreich und der Hochschule Luzern.
Die Fachjury  des  15. Kinder-Film&Fernsehfestivals „Goldener Spatz“ zeichnete 2007 Ted Sieger und Michael Ekblad  für ihr Werk „Der vierte König“ als bestes Vorschulprogramm aus. Ebenso die Jury des Ungarischen KAFF-Festivals mit lobender Erwähnung.
Am 18. Februar 2016 kam der neueste Animationsfilm mit der kleinen Monsterin  „Molly Monster“ in die Kinos.
Die Ideen zu seinen Geschichten findet Ted Sieger durch Beobachtung der eigenen Kinder und Enkelkinder.

## Auszeichnungen (Auszug)
- 1987 „Schneckenmensch“, Award in Solothurn 1988
- 1990 „Talk to me“, Award in Bombay 1992
- 1991 „Jean Claude des Alpes“, Awards in Hamburg 1992 und Dresden 1993
- 1993 „Sheep“, Winner of the MTV Free your mind anti racism competition
- 1999 „Ted Sieger′s Wildlife“ Several awards for „The camel and the star“ a film from the TV series: Goldener Spatz 1999, Berner Filmpreis 1999 Best animation, Emil 1998, Finalist award New York Festivals 1998
- 2001 Adolf-Grimme-Preis, Nomination: Wildlife: „Der Wurm“ (2000)
- 2007 Deutsches Kinder-Film & TV-Festival, Goldener Spatz, Gewinner mit Michael Ekblad als bestes Vorschulprogramm für: "Der vierte König"  (2006)

## Filmografie (Auswahl)
- 1986: Schneckenmensch
- 1990: Walddebatte
- 1991: Jean-Claude des Alpes
- 1991: Talk To Me
- 1993: Sheep
- 1999: Ted Sieger's Wildlife
- 2002: Fast ein Gebet[3]
- 2004: Die kleine Monsterin kann nicht schlafen
- 2005: Der 4. König[4]
- 2007: Zungenbrecher (Kurzfilme, 2 x 3 Minuten)[5]
- 2009: Ted Sieger's Molly Monster (TV-Serie, 52 Episoden)[6]
- 2010: Molly und das Weihnachtsmonster[7]
- 2013: The Smortlybacks
- 2016: Molly Monster – Der Kinofilm[8]

## Veröffentlichungen
- Klasse Muheim. Text: Liz Sutter. 3 Bände; Edition Moderne, Zürich 1995–2000, DNB 962994472.
- Ted Sieger's Wildlife. dt. Textbearb.: Adrian Sarasin. 12 Bände. Lappan, Oldenburg 1998–1999, DNB 953512142.
- Der vierte König. Sauerländer, Düsseldorf 2006, ISBN 3-7941-5140-2.